# Graciela Martins
Graciela Martins (* 5. April 1987 in Bissau) ist eine ehemalige guinea-bissauische Leichtathletin, die sich auf den Sprint spezialisiert hat.

## Sportliche Laufbahn
Erste Erfahrungen bei internationalen Meisterschaften sammelte Graciela Martins im Jahr 2011, als sie bei den Weltmeisterschaften in Daegu dank einer Wildcard im 400-Meter-Lauf startete und dort mit 58,22 s in der ersten Runde ausschied. Im Jahr darauf kam sie bei den Hallenweltmeisterschaften in Istanbul mit 59,83 s nicht über den Vorlauf hinaus und im Sommer nahm sie an den Olympischen Sommerspielen in London teil und schied dort mit 58,30 s in der Vorrunde aus. 2014 belegte sie bei den Spielen der Lusofonie in Goa in 58,47 s den vierten Platz über 400 Meter und sicherte sich im 400-Meter-Hürdenlauf in 62,09 s die Silbermedaille hinter der Inderin Anu Raghavan. 2015 bestritt sie in Portugal ihre letzten Wettkämpfe und beendete daraufhin ihre aktive sportliche Karriere im Alter von 28 Jahren.

## Persönliche Bestleistungen
- 400 Meter: 57,25 s, 2. Juni 2013 in Lissabon
  - 400 Meter (Halle): 57,50 s, 8. Februar 2015 in Pombal
- 400 m Hürden: 62,43 s, 28. Juli 2013 in Leiria